# Макрелещуковые
Макрелещуковые, или скумбрещуковые (лат. Scomberesocidae), — семейство рыб отряда сарганообразных (Beloniformes).
Собирательное название морских промысловых рыб семейства макрелещуковых — сайра.
Эпипелагические рыбы субтропических и умеренных вод, распространённые как в северном, так и южном полушарии. Тело удлинённое, между спинным и хвостовым и между анальным и хвостовым плавниками, расположены мелкие добавочные плавнички, хвостовой плавник с глубокой выемкой. Челюсти от вытянутых, подобных клювообразным челюстям саргановых (у Scomberesox) до достаточно коротких с выступающей нижней челюстью (у Cololabis).

## Классификация
- Род Cololabis — Сайры[1]
  - Cololabis adocetus — Карликовая сайра
  - Cololabis saira — Сайра
- Род Scomberesox — Скумбрещуки
  - Scomberesox saurus — Атлантическая макрелещука, или Атлантическая скумбрещука, или Атлантическая сайра
  - Scomberesox scombroides — Тихоокеанская макрелещука, или Тихоокеанская скумбрещука
  - Scomberesox simulans — Карликовая скумбрещука